# Craig Thomas (Drehbuchautor)

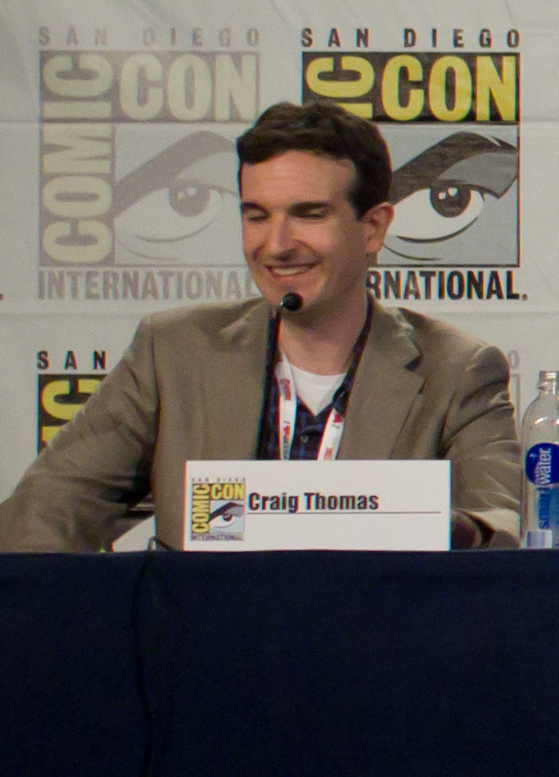
Craig Thomas auf der Comic-Con 2013

Craig David Thomas ist ein amerikanischer Fernsehautor, der zusammen mit seinem Schreibpartner Carter Bays Episoden von American Dad, Oliver Beene, Quintuplets und die erfolgreiche CBS-Sitcom How I Met Your Mother geschrieben hat, die sie 2005 schufen. Im Jahr 2012 wurde How I Met Your Mother bei den People’s Choice Awards als beste Komödie ausgezeichnet.
Zusammen mit Carter Bays ist er Mitglied von The Solids, die das Titellied zu How I Met Your Mother singen. Er wurde für sieben Hauptsendezeit-Emmy Awards nominiert, darunter für den besten Originalsong für Nothing Suits Me Like a Suit. Thomas schloss 1997 sein Studium an der Wesleyan University ab.
Thomas hat 66 Episoden für How I met your mother, 5 Episoden für Oliver Beene, zwei Episoden für The Goodwin Games und eine Episode für American Dad geschrieben.
Im Jahr 2014 drehte er mit seinem Partner Carter Bays, Emily Spivey und Greta Gerwig einen Pilotfilm für die Sendung How I Met Your Dad, aber CBS bat sie, einen zweiten Pilotfilm zu drehen, was sie ablehnten.
Am 15. April 2019 entließ Thomas zusammen mit einer Reihe anderer Schriftsteller ihre Agenten als Teil des Widerstands der Writers Guild of America gegen die Association of Talent Agents und die unlauteren Bündelangebote von Filmen und Serien.